# Erythrops neapolitana
Erythrops neapolitana is een aasgarnalensoort uit de familie van de Mysidae. De wetenschappelijke naam van de soort is voor het eerst geldig gepubliceerd in 1929 door Colosi.